# 김인수 (법조인)
김인수(金仁洙, 1946년 ~)는 제26대 광주지방법원장을 역임한 법조인이다.

## 생애
1946년에 태어난 김인수는 1968년 서울대학교 법학과를 졸업하고 1970년 제12회 사법시험에 합격하여 2기 사법연수원과 군 법무관을 마친 1975년에 서울가정법원 판사에 임용되었다. 대법원 재판연구관과 사법연수원으로 재직하던 3년여를 제외하고 일선 법원에서 재판 업무에 종사했던 김인수는 1993년에 부산고등법원 수석부장판사 직무대리를 맡았으며 서울지방법원 북부지원장으로 재직하다 제주지방법원 법원장으로 전임된 임대화의 후임으로 1997년 4월 11일 공직자윤리위원회 위원에 위촉되었다. 2002년 2월 18일자로 법원장으로 승진하여 광주지방법원과 서울행정법원에서 법원장으로 재직하다 법관에서 물러난 김인수는 2005년 2월 14일에 있은 퇴임식에서 "사법시험 성적이 판사 경력을 좌지우지한 면이 있는 만큼 평정으로 가는 게 맞다. 하지만 평정 역시 선배 판사들이 평가할 것이 아니라 재야나 동료들이 참여해 만들어야 한다"고 하면서 법관 승진제도에 대해 "법원에는 일정한 때 승진 못해서 받는 압박감이란 게 있다"고 했다. 법관에서 물러나 법무법인 광장에서 변호사로 활동하였다. 변호사가 된 이후 2~3개월 이내에 마지막으로 근무했던 법원에서 사건을 수임하여 비판을 받았다.

## 경력
- 1973년 ~ 1975년 군법무관
- 1975년 ~ 1983년 서울가정법원 및 각급 지방법원 판사
- 1983년 ~ 1985년 서울고등법원 판사
- 1985년 ~ 1986년 대법원 재판연구관
- 1986년 ~ 1989년 부산지방법원 부장판사
- 1989년 ~ 1991년 사법연수원 교수
- 1991년 ~ 1993년 서울민사·형사지방법원 부장판사
- 1993년 ~ 1995년 부산고등법원 부장판사 및 수석부장판사 직무대리
- 1995년 ~ 1996년 대구고등법원 부장판사
- 1996년 ~ 2000년 서울고등법원 부장판사
- 1997년 4월 11일 ~ 1999년 공직자윤리위원회 위원
- 2000년 ~ 2002년 서울지방법원 동부지원장
- 2002년 2월 18일 ~ 2004년 2월 10일 광주지방법원 법원장
- 2004년 2월 11일 ~ 2005년 2월 13일 서울행정법원 법원장

## 주요 판결
- 부산지방법원 형사4부 재판장으로 재직하던 1987년 9월 23일에 노무현 변호사에 대한 구속적부심사에서 석방 결정했다.[4]
- 서울형사지방법원 항소5부 판사로 재직하던 1979년 7월 14일에 "변칙금융거래인 타입대를 목적으로 발행된 당좌수표가 부도났을 때 부도 수표 최종 소지인은 발행인 자신이기 때문에 타인에게 피해를 주지 않아 처벌할 수 없다"는 새로운 판례를 제시하면서 벌금 350만원을 선고한 원심을 깨고 무죄를 선고했다.[5]
- 서울민사지방법원 합의33부 재판장으로 재직하던 1991년 7월 15일에 자동차를 타고 교통사고로 다친 술집 종업원인 17세 소녀가 운전자를 상대로 제기한 손해배상 청구소송에서 "음주사실을 알고 있었다는 사실만으로 배상책임이 면제될 수 없다"며 "피고는 원고에게 2900만원을 지급하라"며 원고승소 판결했다.[6]
- 서울민사지방법원 합의33부 재판장으로 재직하던 1992년 5월 7일에 "철도 건널목에 경보기 등 안전장치를 설치했더라도 주위의 교통여건을 감안하여 안전사고대책을 세우지 않았다"며 "국가는 기차 건널목 사고로 두 자녀를 잃은 원고에게 8500만원을 지급하라"고 했다. 7월 1일에 카바레에서 댄서를 하다 교통사고를 당해 중상을 입은 원고가 택시회사 상대로 낸 손해배상 청구소송에서 카바레 댄서는 정년이 50세라는 이유로 "9천만원을 배상하라"고 했다.[7]

- 부산고등법원 제2형사부 재판장으로 재직하던 1994년 1월 24일에 구포역 열차 전복 사고와 관련하여 업무상 과실치사, 뇌물공여 등으로 기소된 삼성종합건설 대표이사 남정우 등 16명에 대한 항소심 선고공판에서 남정우 대표이사와 토목사업본부장, 토목담당이사, 한국전력공사 지중선 사업처장, 하도급 업체 사주 등 5명에게 무죄를 선고했다.[8]
- 서울고등법원 형사3부 재판장으로 재직하던 1996년 8월 18일에 특가법 절도로 기소된 피고인에 대한 항소심에서 "재범의 위험성이 없다"며 1심의 보호관찰 처분을 파기했다.[9]9월 25일에 1995년 2월 범민련 남측본부 연석회의에 참석해 실무진으로 활동하고 북측본부와 통신 연락하여 국가보안법위반으로 구속된 범민련 남측본부 정책위원장인 김영제에게 "구속영장을 소지했더라도 현행범이 아닌 이상 체포 당시 피의자에게 범죄사실의 요지, 변호인 선임권 등을 알려주고 변명의 기회를 준 뒤가 아니면 체포할 수 없다"며 공무집행방해죄에 대해 무죄를 선고하면서 징역1년이 선고된 원심을 깨고 징역10월을 선고했다.[10] 11월 26일에 증권감독원 간부들에게 뇌물을 주고 기업공개를 허가받아 불구속기소된 창성개발 대표, 코리아데이터시스템 대표에 대해 각각 원심을 깨고 벌금 3천만원과 원심대로 징역1년 집행유예2년을 선고하면서 검찰 측의 항소에 대해 항소이유서 제출기한 도과를 이유로 기각했지만 당초 법원 접수과 직원의 실수로 누락한 것이 밝혀졌다.[11] 1997년 1월 20일에 술에 취해 남의 집에 침입하여 가정주부를 성폭행하려던 피고인에게 징역3년 집행유예5년 보호관찰 2년을 선고하면서 보호관찰 준수사항으로 유흥업소 출입금지, 음란물 등 시청금지, 밤 늦게 거리 배회금지, 유흥가에 가지 말 것, 화투 포커 등 도박금지, 과음 금지, 마약 본드 부탄가스 등 중독 우려 물질 사용금지가 대상이다.[12] 2월 21일에 반국가단체인 구국전위에 가입해 국가기밀을 누설한 혐의 등으로 구속되어 1심에서 징역3년6월이 선고된 이광철에게 국가보안법상 국가기밀은 "그 내용이 누설될 경우 국가의 안전에 명백한 위험을 초래한다고 볼 만한 실질적인 가치를 지닌 사실로 좁게 해석해야 한다"는 1997년 1월 헌법재판소의 결정 취지에 따라 원심을 깨고 무죄를 선고했다.[13]

- 서울고등법원 민사12부 재판장으로 재직하던 1997년 8월 24일에 증권회사 직원과 개인적으로 위탁 계약을 한 이후 직원의 불법행위로 손해를 본 원고가 제기한 3천여만원의 손해배상 청구소송에서 "원고는 증권사와 계약했고 직원에게 속아 피해를 본 것은 사실이나 투자 당시 회사 명의가 아닌 직원 개인 명의의 현금보관증을 받는 등 정상적인 방식이 아닌 개인적인 거래를 했음이 인정된다"며 원고패소 판결했다.[14] 10월 5일에 아시아나항공 기장으로 근무하다 퇴직한 외국인 조종사 10명이 회사를 상대로 제기한 퇴직금 청구소송에서 "고용기간이 끝나면 별도의 퇴직금을 주지 않기로 외국인 노동자와 계약했더라도 내국인과 같이 지급해야 한다"며 원심을 깨고 "퇴직금 500만원~4000만원을 지급하라"고 했다.[15] 10월 28일에 택시회사에서 해고된 근로자가 회사를 상대로 해고무효 확인소송에서 "회사는 근로자를 복직 시키고 밀린 임금 1천여만원과 위자료 100만원을 지급하라"고 했다.[16] 1998년 4월 5일에 선배의 회사에서 차장으로 일하다 업무상 질책을 받고 사표를 낸 김모씨가 "사직할 의사가 없었다"며 회사를 상대로 해고 무효 확인청구 소송에서 "사직서를 강요받아 사표 제출한 것은 인정되지만 사표제출행위는 원고의 주관적 판단에 따른 것으로 강요에 따른 왜곡된 진의 표시라고 볼 수 없다"며 부당 해고를 인정한 원심을 깨고 원고패소 판결했다.[17]